# Delomys altimontanus
Delomys altimontanus (Gonçalves & Oliveira, 2014) è un roditore della famiglia dei Cricetidi endemico del Brasile.

## Descrizione

### Dimensioni
Roditore di piccole dimensioni, con la lunghezza media della testa e del corpo di 134±12 mm, la lunghezza media della coda di 123±14 mm, la lunghezza media del piede di 31±2 mm e la lunghezza media delle orecchie di 32±2 mm.

### Aspetto
La pelliccia è soffice, densa e lunga. Le parti dorsali sono bruno-rossastre, più brillanti e arancioni lungo i fianchi e spesso con una striscia dorsale scura poco pronunciata che si estende dalla nuca fino alla base della coda, mentre le parti ventrali sono bianche con la base dei peli grigio scura. Gli occhi sono grandi e circondati da anelli di corti peli scuri. Le orecchie sono grandi e cosparse di corti peli. Il dorso dei piedi è ricoperto di peli giallo-brunastri con la base scura. La coda è leggermente più lunga della testa e del corpo, è scura sopra e più chiara sotto. Le femmine hanno un paio di mammelle ascellari, un paio addominale e un paio inguinale. Il cariotipo è 2n=82 FN=86.

## Distribuzione e habitat
Questa specie è conosciuto soltanto negli altopiani della catena montuosa di Mantiqueira, negli stati brasiliani di Minas Gerais e Rio de Janeiro.
Vive nelle foreste tra 1.880 e 2.500 metri di altitudine.

## Conservazione
Questa specie, essendo stata scoperta solo recentemente, non è stata sottoposta ancora a alcun criterio di conservazione.